# اونکس
اونکس (انگلیسی: Onex) شرکت سرمایه‌گذاری کانادایی است، که در سال ۱۹۸۴ توسط جری شوارتس تأسیس شد.